# Хаџи Зека
Хаџи Зека (алб. Mulla Haxhi Zeka; 20. децембар 1832 — 1902), такође познат и као Хаџи Зејнил-бег, је био оснивач Пећке лиге и један од бораца за формирање Велике Албаније.
Први модеран млин на Косову и Метохији чија је опрема увезена из Аустроугарске је био у власништву Хаџи Зеке.

## Оснивање Пећке Лиге
Призренска лига, основана уз подршку Османског царства, је у априлу 1881. године престала да постоји због тога што су је власти Османског царства уништиле и распустиле јер су се њени чланови, незадовољни одредбама одлука Берлинског конгреса, супротставили властима Османског царства и подигли устанак 1879. године. Хаџи Зека је желео да се стави на чело новог удружења Албанаца, лојалног Османском царству, и 1886. године одлази у Истанбул да би за ову намеру добио подршку Порте. Он је током боравка у Истанбулу 1886. године добио подршку Порте да организује ново удружење које би објединило Албанце у заштити интереса Османског царства на Балкану. Он тада почиње активан рад на стварању новог удружења и заједно са својим истомишљеницима организује терор над српским хришћанским становништвом Косовског вилајета, за шта је имао делимичну подршку Порте. Заједно са својим следбеницима 29. јануара 1899. године је основао ново удружење под називом Пећка лига. Ово удружење је, слично Призренској лиги, створено уз подршку Османског царства јер је требало да допринесе да Албанци (већински исламске вероисповести) у балканским вилајетима Османског царства створе „снажни зид ислама према хришћанским државама - Србији, Црној Гори, Грчкој и Бугарској".
Први модеран млин на Косову и Метохији је био у власништву Хаџи Зеке који је увезао из Аустроугарске опрему за млин.
Сахрањен је поред најстарије џамије у Пећи, Бајракли џамије која је саграђена 1471. године.
Постоје и тврдње да је Хаџи Зека финансирао ликвидацију Али-паше Гусињског коју је 1888. године извео Махмуд Рамин Руговац.
Хаџи Зека је у селу Горњој Јошаници код Клине 1880. године порушио српску православну цркву, и од њеног камена направио џамије и амаме.
Једна од 13 месних заједница у Пећи носи његово име.